# Obrowo (powiat Toruński)
Obrowo is een dorp in het Poolse woiwodschap Koejavië-Pommeren, in het district Toruński. De plaats maakt deel uit van de gemeente Obrowo.